# لطفاً مادرم را نخور
لطفاً مادرم را نخور (انگلیسی: Please Don't Eat My Mother) یک فیلم بهره‌کشی به کارگردانی کارل مونسون است که در سال ۱۹۷۳ منتشر شد. از بازیگران آن می‌توان به باک کارتالیان و رنی باند اشاره کرد.